# La Conversation (pièce de théâtre)
 (décembre 2017).
Si vous disposez d'ouvrages ou d'articles de référence ou si vous connaissez des sites web de qualité traitant du thème abordé ici, merci de compléter l'article en donnant les références utiles à sa vérifiabilité et en les liant à la section « Notes et références ».
Pour les articles homonymes, voir Conversation (homonymie) et La Conversation.
La Conversation est une pièce de théâtre de Jean d'Ormesson publiée en 2011 aux éditions Héloïse d'Ormesson.
Elle a été mise en scène par Jean-Laurent Silvi et jouée au théâtre Hébertot jusqu'en avril 2013.

## Résumé
Au cours de l'hiver 1803-1804, le Premier Consul Napoléon Bonaparte reçoit Jean-Jacques Régis de Cambacérès alors deuxième Consul. Au cours de l'échange, la possibilité de l'Empire se profile...